# يوري فيليبشينكو
يوري فيليبشينكو (Yuri Filipchenko (1882-1930 عالم الحشرات الروسي مطور علوم تطور صغري وتطور كبروي . ومطور استقامة التطور . وهو من درس العالم ثيودوسيوس دوبجانسكي .